# Lucha tradicional

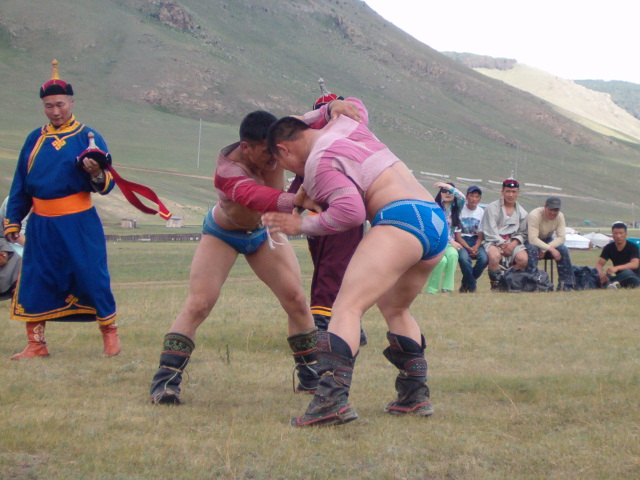
Lucha mongola en el festival tradicional de Naadam en Mongolia, cerca de Ulán Bator.

Lucha tradicional son los diferentes estilos de luchas propios de cada país o región y que están relacionados con la cultura propia de un pueblo. Son las luchas autóctonas.

## Orígenes
La lucha, quizá con el atletismo, es el deporte probablemente más antiguo y que es objeto de competiciones. No existe un origen común para la lucha, ya que todos los pueblos, en todas las épocas, han tenido alguna forma de lucha. Este concepto se arraiga en el origen del deporte en sí, y en la utilización del deporte dentro del ceremonial religioso y/o social.

## Clasificación de las luchas
Las luchas se pueden dividir atendiendo a varios criterios:
1. Luchas de cinturón y chaqueta con o sin agarre inicial.
2. Luchas con o sin técnicas de sumisión.
3. Luchas de derribo o de tocado.
4. Otros.

## Estilos del mundo
La United World Wrestling (UWW), aprovechando la riqueza y variedad de las luchas autóctonas y tradicionales, que por lo general no necesitan de grandes infraestructuras para desarrollarse, y observando el éxito de las variedades realizadas en la playa de otros deportes, ha creado la modalidad de la Lucha playa o Beach wrestling.
Los estilos de luchas autóctonos o tradicionales que han llegado hasta nuestros días son:
- Afganistán: Kestik
- Albania: Mundje vençe

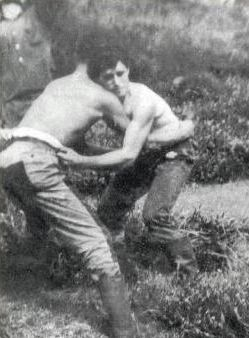
Foto histórica de un aluche en Cantabria, España.

- Arabia Saudita: Istlish taban, Mossara taban, Moulapta
- Argentina: Esgrima criolla
- Armenia: Kokh
- Austria: Rangeln (Tirol)
- Azerbaiyán: Gulech
- Bulgaria: Burma, Letoussi, Nabast
- Chile: Kewatun, Shuaken
- China: Kio-li, Ou-chou, Shuai Jiao
- Corea del Norte y Corea del Sur: Ssireum
- Brasil: Kapoeira
- Daguestán: Khatkabi
- España: Lucha leonesa, Aluche cántabro, Lucha canaria, Lucha baltu, Loita Tradicional Galega
- Filipinas: Bultong, Buno, Dumog, Arias da mene
- Finlandia: Rintapaîni, Ritpaïni, Viopaîni
- Francia: E vinci (Lucha Corsa), Gouren (Lucha Bretona)
- Georgia: Ankoumara, Tchidaoba
- Hawái: Hakoko
- India: Azura, Bhimcencce, Djarazandj, Hanoumantée, Nara, Psarani pata
- Inuit (esquimal): Una Tar Taq
- Indonesia: Pendjak-silette, Gulat
- Irán: Guilan, lliati, Kochti persa, Kordi, Mazendarani
- Islandia: Glima
- Italia: S'Istrumpa (Cerdeña)
- Japón: Judo, Sumo
- Kazajistán: Koures, Saïs
- Kirguistán: Koures, Oodarich
- Lituania: Ristines
- Madagascar: Moraingy o lucha sakavala
- Malasia: Berslate
- México: Lucha tarahumara, Chupa porrazo
- Moldavia: Trinta (Trinte) dreapta, Trinta kunedika
- Mongolia: Barilda, Boke/Bokh
- Pakistán: Kouchti
- Perú: Takanakuy
- Portugal: Galhofa[1]
- Reino Unido: Catch-gold, Lucha de Cornualles (Cornualles), Lucha de Cumberland, Lucha de Devonshire, Lucha de Lancashire (Lancaster), Loosehold, Lucha de Norfolk, Shooting, Lucha de Westmorland.
- Rusia: A la cintura, Né v skhvatkou, Sambo. República Sakha (Yakousk/Siberia): Kourdstan-tustuu, Khapsagai
- Senegal: Béri, Olva, Laamb
- Serbia: Rvanje
- Sudán: Toubata, Lucha nuba
- Suecia: Akseltag, Armtag, Belgtag, Beltescast, Biscast, Bondetag, Boukatag, Cragtag, Livtag, Rigcats
- Suiza: Schwingen
- Tayikistán: Gouchti de Boukhara, Goutzanguiri
- Tailandia: Bando
- Togo: Zvaha, Evala
- Tuvá: Khuresh
- Turquía: Kusag-gures, Yağlı güreş
- Turkmenistán: Gurech, Khiva
- Uzbekistán: Kurash
- Vietnam: Vat